# Correcció lingüística
La correcció lingüística és la revisió dels errors d'ús de la llengua en un text per millorar la seva comprensibilitat i adequació al context. Aquesta revisió pot incloure aspectes gramaticals, ortogràfics, sintàctics, semàntics i de estil i es pot fer individualment o professionalment amb l'ajuda d'eines informàtiques o editors professionals. La correcció lingüística és important per garantir la qualitat dels textos i millorar la imatge de les empreses o organitzacions que els publiquen.
La correcció gramatical és una propietat inherent a qualsevol text en què s'utilitzi un registre formal. Les incorreccions poden ser de dos tipus: 
- Els vulgarismes: són col·loquialismes no normatius, és a dir, elements lingüístics que, malgrat el seu origen genuïnament català i que alguns siguin admissibles en registres col·loquials, l'Institut d'Estudis Catalans ha considerat innecessaris o poc adients en la comunicació culta perquè són variants de les formes correctes.
- Els barbarismes són elements lingüístics no admesos resultat de la interferència d'una altra llengua (castellanismes, gal·licismes, anglicismes, etc)

Els vulgarismes i els barbarismes poden afectar els diferents nivells lingüístics. Així hi ha errors: 
- Morfològics: si afecten aspectes com el gènere, el nombre o la conjugació verbal.
- Sintàctics: si estan relacionats amb qüestions com l'ordre en què es disposen les paraules a la frase, les construccions, les pronominalitzacions, etc.
- Lèxics: si es tracta de mots mal formats o d'estrangerismes no admesos.
- Semàntics: si impliquen donar a un mot un significat que no té per la interferència d'una altra llengua.

També es donen errors de prosòdia (pronunciació) i d'ortografia.